# Lev Kontorovitch
Lev Zinovievich Kontorovitch (en russe : Лев Зиновьевич Конторович), né le 30 janvier 1947 à Moscou, est un chef de chœur et professeur de direction de chœur russe.
Professeur de direction de chœur au Conservatoire Tchaïkovski de Moscou, chef de département de la direction d'ensembles, il est depuis 2005 le directeur artistique du Grand Chœur Académique de la radiotélévision russe, le VGTRK.

## Biographie
Lev Kontorovitch obtient en 1964 le diplôme de l'École chorale d'État de Moscou Alexandre Svechnikov (dans la class de A. Toutchnina) puis en 1969 le diplôme du Conservatoire Tchaïkovski de Moscou, où il a étudié avec Klavdij Ptica pour la direction de chœur, Leo Ginsburg pour la direction symphonique, et Alfred Schnittke pour l'orchestration.
Après ses diplômes, Kontorovitch enseigne à l'École chorale étatique de Moscou "A.V. Svechnikov" en tant que professeur et chef de chœur de la chorale de garçons. Il emmène le chœur des garçons au festival international JS Bach à Leipzig en 1985. En 1992 il est nommé chef de département de l'École Svechnikov. Il enseigne également de 1976 à 1970 à l'Université pédagogique d'État de Moscou, à l'Académie russe des arts du théâtre de 1989 à 1990.
À partir de 1992, il dirige une nouvelle école, l'Académie d'art choral nommée d'après V. S. Popov (russe : Академия хорового искусства имени В. С. Попова), école créée sur les principes de l'École chorale Svechnikov.
Il est ensuite employé au  Conservatoire Tchaïkovski de Moscou, depuis 1996 en tant que professeur, puis dès 2012 en tant que chef de département de la direction de chœur et d'orchestre.
Il est aussi chef de chœur de 1997 à 2008 à l'institut Schnittke de musique de Moscou (russe : Московский государственный институт музыки имени А. Г. Шнитке) où il crée le chœur Renouveau spirituel (Духовное возрождение). L'Orchestre national de Russie l'emploie dans le cadre du studio choral et vocal "La magie de la musique" de 1999 à 2008.
Depuis 2005, il est le directeur artistique et chef de chœur principal du Grand Choeur Académique «Maîtres du chant choral», le chœur de la radiotélévision VGTRK. Ce chœur était en tournée régulière internationale (jusqu'à l'invasion de l'Ukraine par la Russie) : le chœur se produisit en Russie, Italie, France, Allemagne, Israël, Bulgarie, République tchèque, Japon, Corée du Sud, Qatar, Indonésie... Le chœur chante alors de grandes œuvres du répertoire : Messe en si mineur, Passion selon Saint Jean (J. S. Bach), Requiems (L. Cherubini, W. A. Mozart, G. Verdi, A. G. Schnittke), War Requiem (B. Britten), Messe solennelle (L. van Beethoven); œuvres de P. I. Tchaïkovski - Liturgie de Saint Jean Chrysostome, cantate Moscou, musique pour Le Conte du tsar Saltan, Eugène Onéguine; S. I. Taneïev - cantate Jean de Damas, opéra Oresteia; S. V. Rachmaninov - Liturgie de Saint Jean Chrysostome, Vigile nocturne, cantate Le Printemps; opéra Raphaël (A. S. Arenski), oratorio L’Exécution de Stepan Razin, Symphonie n°13 (D. D. Chostakovitch)...
Depuis 2013, il est nommé au bureau exécutif de la Société chorale panrusse (russe : Всероссийское хоровое общество).
En 2014, Kontorovitch est vice-président du jury de la première édition du concours international Boris Tevlin de direction de chœur. En 2015, il est président du jury de direction de chœur du festival choral pan-russe organisé par la société chorale pan-russe.
En 2016 il est membre du jury et chef principal du concert de gala des World Choir Games à Sotchi. En 2023, il est président du jury du Le 5e Concours International de Composition Chorale A. D. Kastalsky à l'institut Schnittke de musique.

## Œuvres
- Transcription pour chœur a cappella de quelques préludes du clavier bien-tempéré, Moscou, MK 2016, 80 pages

## Distinctions
Au fil de sa carrière, Lev Kontorovitch a reçu plusieurs distinctions prestigieuses, notamment la médaille de l'ordre « Pour mérite à la culture et à l'art » en 2022, celle de l'Ordre de la Gloire en 2017 (1er degré), celle d'Artiste du peuple de la fédération de Russie en 2013, et celle d'Artiste émérite de la Fédération de Russie en 1997.